# Ayer (plaats)
Ayer is een plaats en voormalige gemeente in het Zwitserse kanton Wallis die, sinds 1 januari 2009, deel uitmaakt van de gemeente Anniviers in het district Sierre.

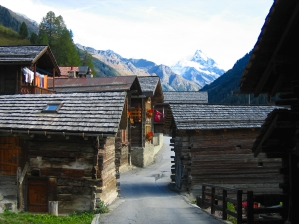

- Gemeinsame Normdatei: 1072191490
- Historisch woordenboek van Zwitserland: 002778
- Virtual International Authority File: 306145857891123021257